# Daniela Avanzini
Daniela Andrea Avanzini Llorente (Atlanta, Georgia, 1 de julio de 2004), mejor conocida simplemente como Daniela Avanzini o Daniela, es una cantante y bailarina estadounidense. Comenzó su carrera como bailarina a los siete años, y fue finalista en la temporada 13 del programa de competencia de baile So You Think You Can Dance. Como cantante, debutó en 2024 como miembro del grupo femenino estadounidense Katseye, formado por Hybe y Geffen Records a través del reality show de 2023 Dream Academy.

## Biografía
Daniela Avanzini nació el 1 de julio de 2004 en Atlanta, Georgia, siendo hija de Ana Llorente, originaria de La Habana, Cuba, y Rafael Avanzini, originario de Venezuela. Ambos se mudaron a Estados Unidos a temprana edad. Como ambos padres eran bailarines profesionales e instructores de baile deportivo, estuvo expuesta a la música y al baile desde una edad temprana, y aprendió baile deportivo cuando tenía tres años. Más tarde, se mudó a Los Ángeles para seguir su carrera de danza. Ella es de ascendencia venezolana, cubana, española, italiana y alemana. Habla inglés y español con fluidez, y también sabe hablar un poco en italiano.

## Carrera

### 2011-2015: Baile competitivo,America's Got Talent, Queen Latifah ShowySo You Think You Can Dance
La carrera de baile de Avanzini comenzó con competencias locales en Atlanta, pero pronto saltó a escenarios internacionales. En 2011, a los siete años, fue finalista y quedó en segunda posición en la competencia internacional Super Kids Europe. En 2013, participó en la octava temporada de America's Got Talent junto a Yasha Jeltuhin como un dúo de bailarinas de samba. También participó en So You Think You Can Dance: The Next Generation, donde fue la primera concursante eliminada, quedando en décimo lugar.
Además de las competencias de baile, Avanzini apareció en The Queen Latifah Show junto a Jeltuhin, como parte del segmento "Los niños más talentosos de Estados Unidos". También trabajó como modelo y actriz en anuncios, incluyendo para Haverty's Furniture a los siete años. En 2021, Avanzini apareció en la película Georgia Sky, donde interpretó a una joven bailarina.
A los 11 años, empezó a subir videos de ella misma cantando y tocando el ukelele a las redes sociales.

### 2016-2021: Baile profesional, "Dramatic" yWonderama
En 2020, Avanzini apareció en el episodio titulado "Capital District Pipe, Chef Quani, Daniela Avanzini" como invitada de baile en el último renacimiento de la serie de televisión infantil estadounidense Wonderama, interpretando una coreografía original con elementos de salsa, hip-hop, acrobacias y jazz. En 2021, apareció en el video musical de MattyBRaps para la canción "Dramatic".

### 2021-presente:Dream Academyy debut con Katseye
En 2021, Avanzini participó en la audición global de Hybe y Geffen Records, The Debut: Dream Academy, un reality show de competencia que buscaba crear un "grupo femenino global". Ella logró destacar por sus habilidades de canto y baile, lo que la llevó a ser seleccionada entre las 20 concursantes. Finalmente, obtuvo el tercer puesto, convirtiéndose en una de las miembros del grupo resultante, Katseye. También se convirtió además en la primera artista de ascendencia latinoamericana y española en firmar con Hybe.

## Discografía
Como concursante de Dream Academy, Avanzini participó en el lanzamiento promocional de las canciones de los concursantes para la competencia. El lanzamiento de este álbum promocional se realizó el 17 de noviembre de 2024, y se lanzó a plataformas de streaming el 21 de agosto de 2024.
| Como (artista)           | Título                                 | Fecha de lanzamiento | Sencillo           | Tipo                    |
| ------------------------ | -------------------------------------- | -------------------- | ------------------ | ----------------------- |
| The Debut: Dream Academy | The Debut: Dream Academy - Live Finale | 21 de agosto de 2024 | "Girls Don't Like" | Lanzamiento promocional |
| The Debut: Dream Academy | The Debut: Dream Academy - Live Finale | 21 de agosto de 2024 | "All The Same"     | Lanzamiento promocional |

## Filmografía

### Programas de televisión
| Año  | Título                                          | Papel       | Notas                | Ref.  |
| ---- | ----------------------------------------------- | ----------- | -------------------- | ----- |
| 2013 | Temporada 8 de America's Got Talent             | Concursante | con Yasha Jeltuhin   | [ 3 ] |
| 2016 | So You Think You Can Dance: The Next Generation | Concursante | con Jonathan Platero |       |

### Reality shows
| Año  | Título                    | Papel       | Difusión |
| ---- | ------------------------- | ----------- | -------- |
| 2023 | Dream Academy             | Concursante | YouTube  |
| 2024 | Pop Star Academy: Katseye | Ella misma  | Netflix  |

### Apariciones en vídeos musicales
| Año  | Título     | Artista(s) | Ref.  |
| ---- | ---------- | ---------- | ----- |
| 2021 | "Dramatic" | MattyBRaps | [ 2 ] |